# Himalaja-en
Himalaja-en (Juniperus squamata) är en cypressväxtart som beskrevs av Buch.-ham. och David Don. Himalaja-en ingår i släktet enar, och familjen cypressväxter. IUCN kategoriserar arten globalt som livskraftig. Arten förekommer tillfälligt i Sverige, men reproducerar sig inte. Inga underarter finns listade i Catalogue of Life.
Arten förekommer i Himalaya och angränsande bergstrakter från Afghanistan och Pakistan över Indien, Nepal och södra Kina till Bhutan och norra Myanmar. Dessutom hittas en population på Taiwan. Himalaja-en växer i regioner som ligger 1340 till 4850 meter över havet. Denna en kan ingå i blandskogar och barrskogar. Den kan även bilda buskskogar med andra arter av ensläktet samt arter av släktena Berberis, Caragana, Cotoneaster, Rhododendron, Rosa, Sorbus och Spiraea.

## Bildgalleri

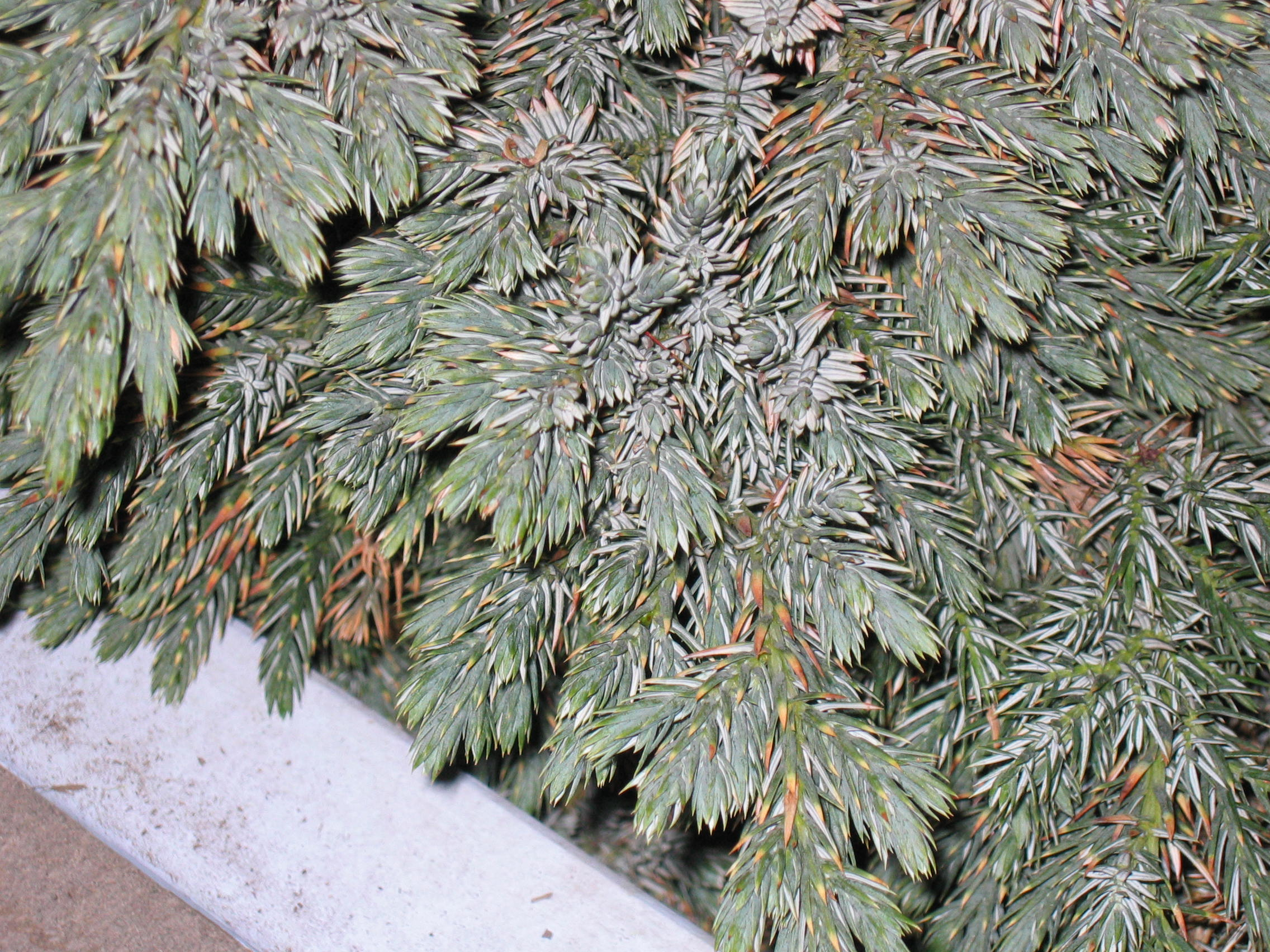
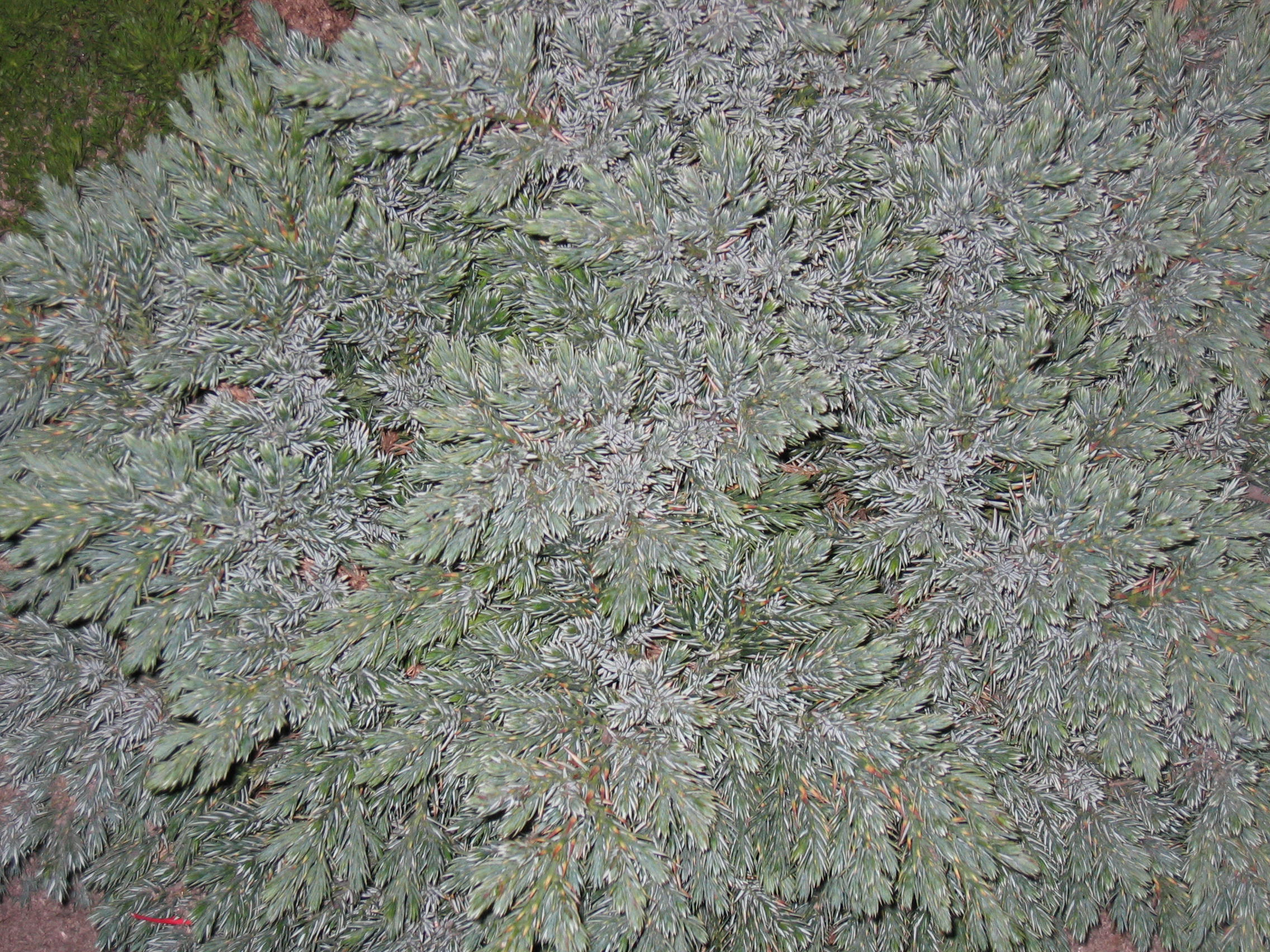
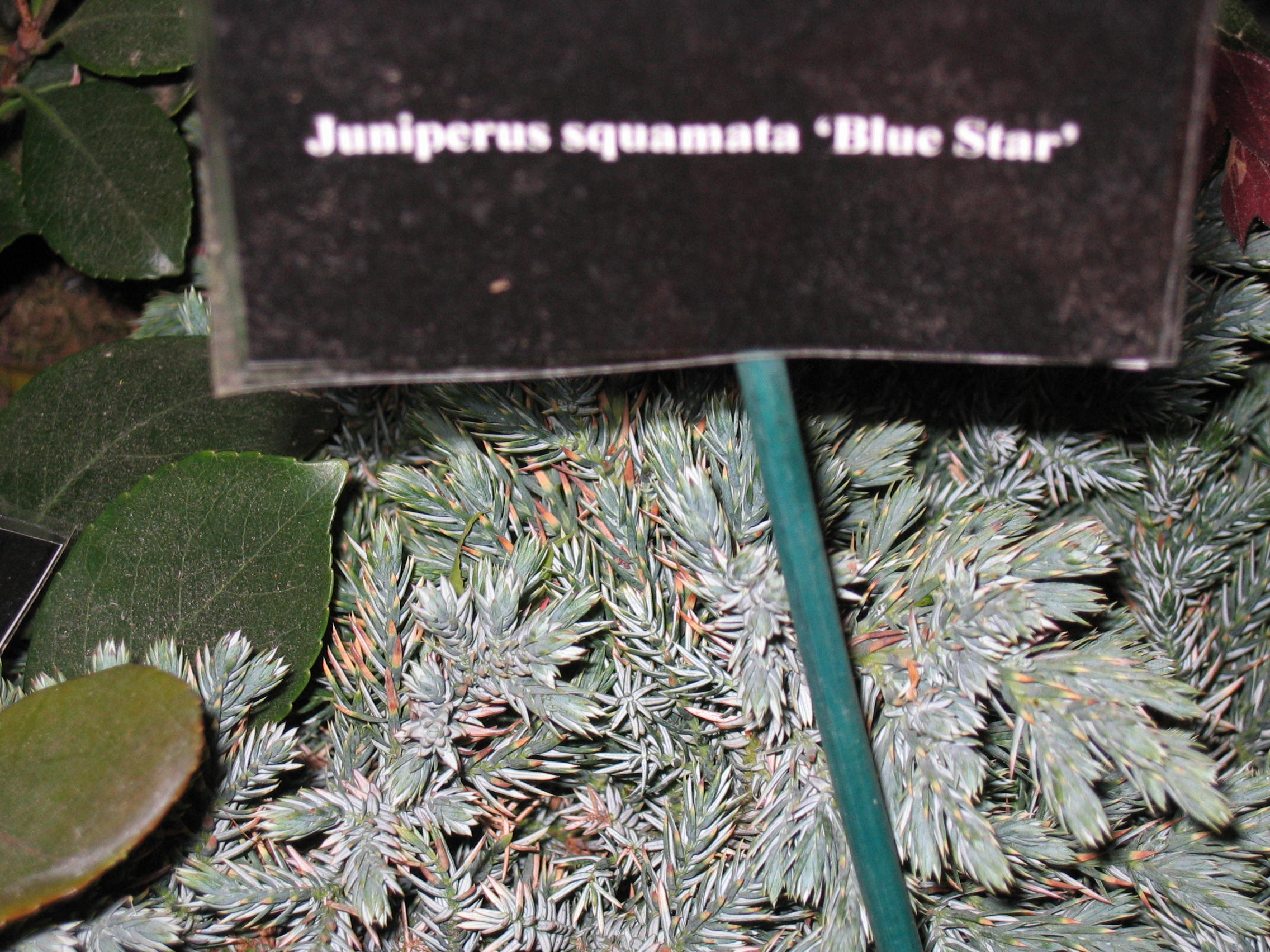
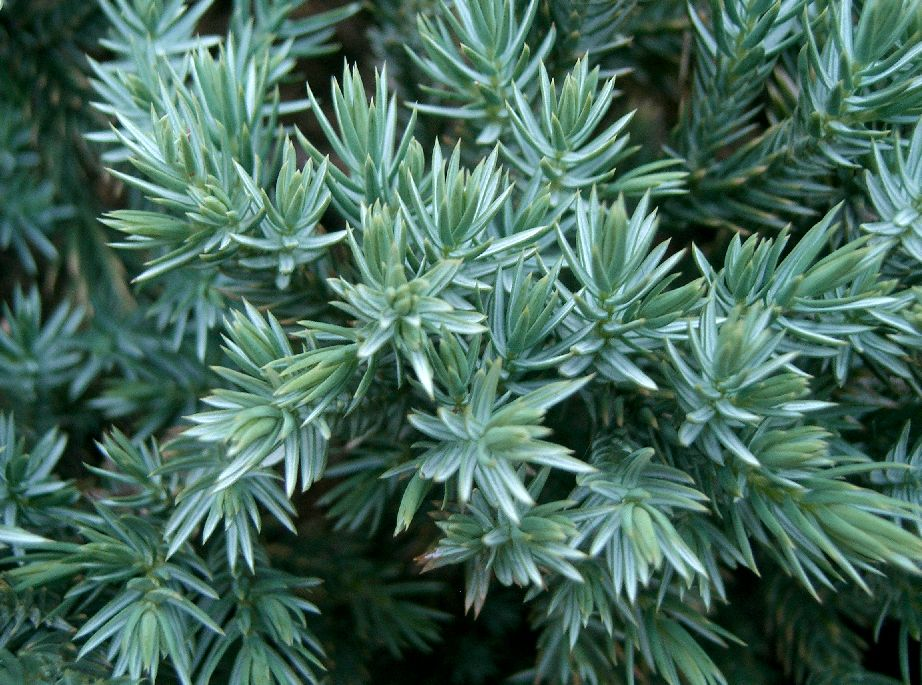
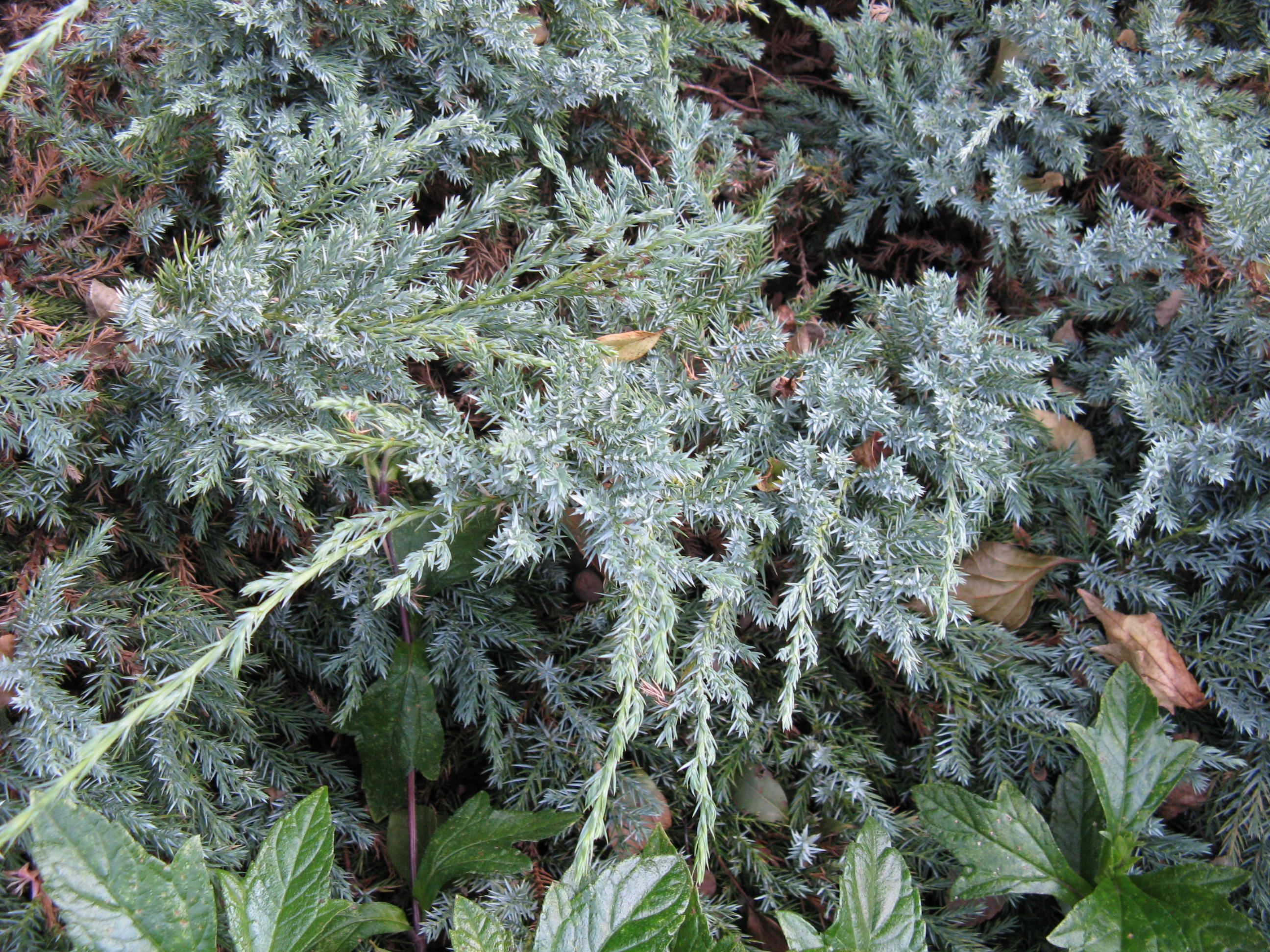
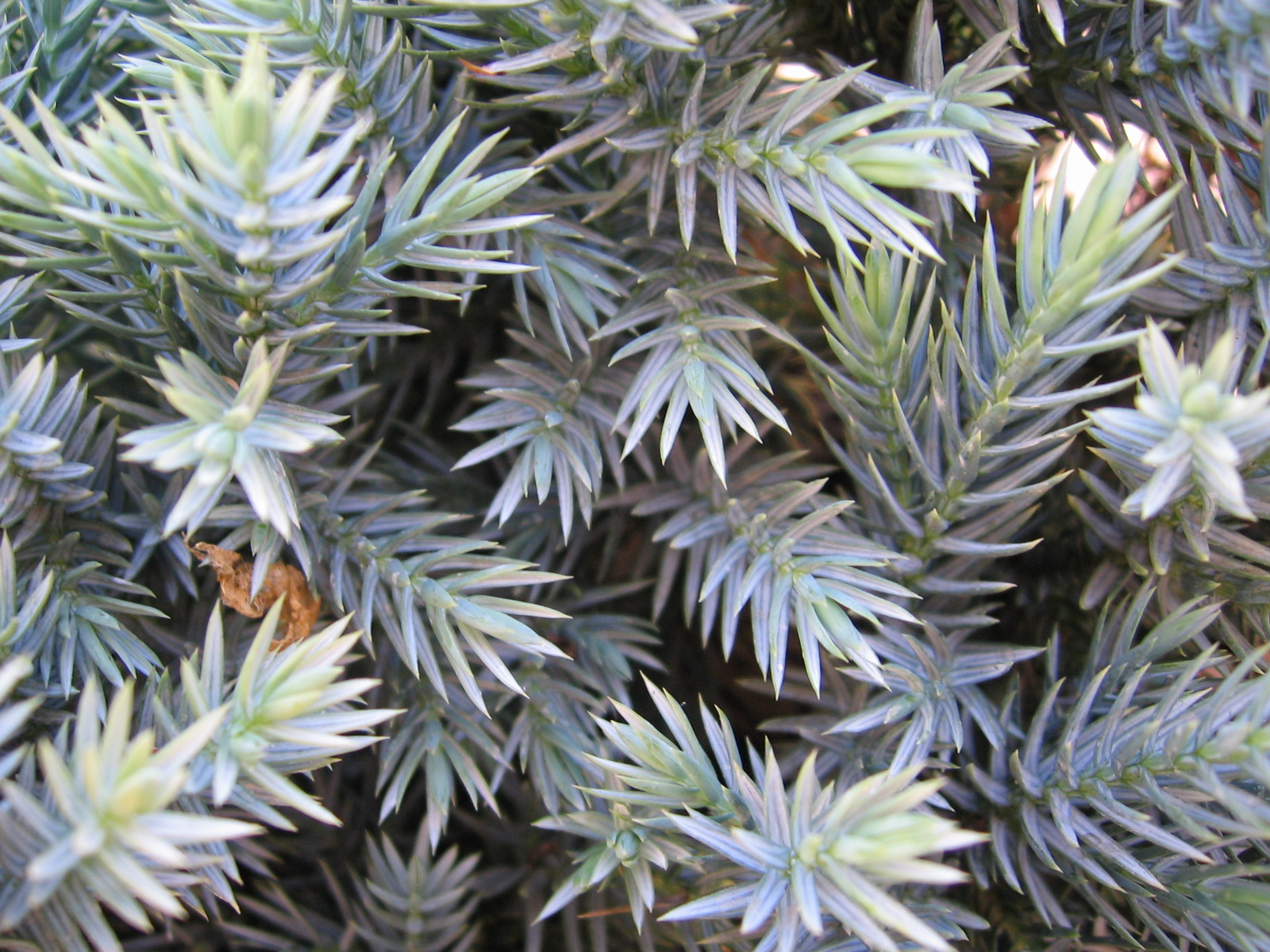